# Kishajmás
Kishajmás là một thị trấn thuộc hạt Baranya, Hungary. Thị trấn này có diện tích 11,76 km², dân số năm 2010 là 208 người, mật độ 18 người/km².